# Condado de Opole (voivodia de Lublin)
Condado de Opole (polaco: powiat opolski) é um condado da Polônia, na voivodia de Lublin. A sede do condado é a cidade de Opole Lubelskie. Estende-se por uma área de 804,14 km², com 63 360 habitantes, segundo o censo de 2005, com uma densidade de 78,79 hab/km².

## Divisões admistrativas
O condado possui:
- Comunas urbana-rurais: Józefów nad Wisłą, Opole Lubelskie, Poniatowa
- Comunas rurais: Chodel, Karczmiska, Łaziska, Wilków
- Cidades: Józefów nad Wisłą, Opole Lubelskie, Poniatowa

## Demografia
População (dados de 30 de Junho de 2005):
|          | Total   | Total | Mulheres | Mulheres | Homens  | Homens |
| -------- | ------- | ----- | -------- | -------- | ------- | ------ |
|          | pessoas | %     | pessoas  | %        | pessoas | %      |
| Total    | 63 360  | 100   | 32 433   | 51,2     | 30 927  | 48,8   |
| Cidades  | 18 902  | 100   | 9957     | 52,7     | 8945    | 47,3   |
| Povoados | 44 458  | 100   | 22 476   | 50,6     | 21 982  | 49,4   |